# Château de Fétan
Le château de Fétan est une ancienne maison forte du XVIe siècle reconstruite au XVIIe siècle, qui se dresse sur la commune française de Trévoux dans le département de l'Ain et la région Auvergne-Rhône-Alpes.
Le château fait l’objet d’une inscription partielle au titre des monuments historiques par arrêté du 30 janvier 1973.

## Situation
Le château de Fétan est situé dans le département français de l'Ain sur la commune de Trévoux.

## Histoire
En 1580, la terre de Fétan fut acquise par Jean Thévenon, seigneur de Tavernost, lieutenant général au bailliage de Dombes, du sieur de la Raffinière, de Gaspard et de Benoît Dufour, de Jean Bluison et des frères Bodillet. À cette date une maison forte existait déjà à Fétan.
Le 30 août 1585, Jean Thévenon la revend à Antoine Jacquet, maître des postes à Lyon, en faveur duquel elle fut anoblie et érigée en fief, en 1601, par Henri de Bourbon-Montpensier, souverain de Dombes, à la charge de l'hommage et d'une paire d'éperons dorés à chaque mutation de vassal.
Gaspard Jacquet, fils de Jean, l'aliéna, le 27 janvier 1644, à André Bouilloud, maître des requêtes au parlement de Dombes, sur les héritiers duquel elle fut adjugée, en 1659, à Pierre Perrachon, agissant au nom de César Beraud, conseiller du roi, receveur et payeur des rentes de l'Hôtel de Ville de Lyon. Ce fief passa ensuite, par le mariage de Marguerite Beraud, fille de César, à la famille de Thélis de Valorge. Marguerite de Thélis, sa fille, épousa Louis de Letouf, marquis de Pradines, qui donna le dénombrement de Fétan en 1732 et 1744. Cette terre arriva enfin à la famille de Trollier, qui en reprit le fief en 1777 et la possédait encore en 1789.
Le château actuel de Fétan a été construit en 1622. Cette date est gravée au-dessous de l'encorbellement d'une échauguette.